# Calomnion ceramense
Calomnion ceramense är en bladmossart som beskrevs av Dale Hadley Vitt 1995. Calomnion ceramense ingår i släktet Calomnion och familjen Calomniaceae. Inga underarter finns listade i Catalogue of Life.